# Plectophloeus fischeri
Plectophloeus fischeri är en skalbaggsart som först beskrevs av Aubé 1833.  Plectophloeus fischeri ingår i släktet Plectophloeus, och familjen kortvingar. Arten har ej påträffats i Sverige.